# Vilhelm Jørgensen
 Der er flere personer med dette navn, se Vilhelm Jørgensen (fodboldspiller).
Vilhelm Carl Jørgensen (2. maj 1844 på Tiselholt, Vejstrup Sogn – 13. september 1925 på Løndal ved Silkeborg) var en dansk ingeniør og erhvervsmand, far til Axel Jarl, C.F. Jarl og Viggo Jarl (alle brødre tog navneforandring 1901). Han var bror til Laura Charlotte Tietgen.
Vilhelm Jørgensen var søn af ejer af herregården Tiselholt Carl Ulrich Jørgensen. Han tog polyteknisk adgangseksamen 1863 og blev cand.polyt. 1867. Han var fabrikejer i København (Øresund's chemiske Fabriker) 1869-1902 og direktør for Hinnerup Cellulosefabrik 1875-85 samt for Sukkerraffinaderiet Øresund i Malmø 1882-86. 1889 tog han grosserer-borgerskab i København.
Han sad i bestyrelsen for Aktieselskabet Øresund's chemiske Fabriker fra 1902, for Bornholms Granitværker fra 1891 og for De Danske Sukkerfabrikker. Jørgensen var medstifter af Finsens medicinske Lysinstitut 1896 og dettes økonomiske reder, medlem af Sø- og Handelsretten 1890-1907 og i bestyrelsen for Teknisk Forening 1885-1902. Han var kirkeværge for Frederikskirken fra 1894. Han var desuden konferensråd, Ridder af Dannebrog og Dannebrogsmand.
Han var gift med Anna f. Plenge (18. marts 1848 på Sæbyholm, Lolland – 27. september 1936 på Løndal ved Silkeborg).
Sine sidste år levede han tilbagetrukket på Løndal ved Silkeborg.